# حمض نووي ريبوزي مزدوج الطاق مفعل الكاسباز مقلل القسيمات (مضاد فيروسي)
الحمض النووي الريبوزي مزدوج الطاق مفعل الكاسباز مقلل القسيمات (بالإنجليزية: Double-stranded RNA Activated Caspase Oligomerizer، اختصارًا: DRACO) هو مجموعة من مُضادّات الفيروسات التَّجْرِبيَّة الَّتي ماتزال قيد التَّطوير في معهد ماساتشوستس للتكنولوجيا. وردت تقارير تفيد بأنَّ له نَجاعَة واسِعة الطَّيف ضِدَّ العديد من الفيروسات المُعدية، من ضمنها الفَيروسَة المُصَفِّرَة الدَّنْجة وفَيروسا أمابارى وتاكارايب الرَّمْلِيَّان وفَيروسَة غواما البُنْياوِيَّة وإنفلونزا H1N1 والفيروس الأنفيّ، ووجد إضافة لما سبق أَنَّه فَعَّال ضد الإنفلونزا «في الجسم الحيّ» للفأر الفَطيم (بالإنجليزية: weanling mice). وأيضًا ورد تقرير يفيد بأنَّه حَرَّض الاسْتِماتَة السَّريعة وتحديدًا في الخلايا الثَّدْيِيَّة المُصابة بالعدوى الفيروسيَّة، بينما تترك الخلايا غير المُصابة دون أذيَّة.
اعتبارًا من يناير 2014، نقل العمل إلى مخبر درابر من أجل الفحوص الإضافيّة والتَّطوير؛ «سعى الفريق إلى تجارب حيوانيَّة ضخمة وتجارب سريريَّة بشريَّة خلال عقدٍ من الزَّمَن». قَدَّم د. تود رايدر (بالإنجليزية: Dr. Todd Rider) في مؤتمر سينس6 لمؤسسة سينس للبحوث، ولقد ترك مخبر درابر في مايو 2015 ليبدأ حملة تمويل جماعي في موقع إنديغوغو على الشَّابِكة بهدف زيادة الرَّصيد المالي اللّازم لتجربة الدَّواء ضد فَصيلَتي الفَيْرُوْسَة الحَلَئِيَّة والفَيْرُوْس القَهْقَرِيّ.
في 2015، نجحت مجموعة بحث مُستَقِلَّة ببمُلاحظة فعاليَّة مُضادَّة فيروسيَّة ضد فَيروس المُتلازِمة الخِنْزيرِيّة التَّناسُلِيَّة والتَّنَفُّسِيَّة (PRRSV) باستخدام الحمض النووي الريبوزي مزدوج الطاق مفعل الكاسبازمقلل القسيمات «في المُخْتَبَر».
اعتبارًا من ديسمبر 2015، توقَّف بحثٌ مُتَعَلِّق الحمض النووي الريبوزي مزدوج الطاق مفعل الكاسبازمقلل القسيمات بسبب نقص التمويل؛ نتيجة المُنافسة من مُضادّات فيروسيّة واسِعة الطَّيف وضيق البحث المنشور حول الحمض النووي الريبوزي مزدوج الطاق مفعل الكاسبازمقلل القسيمات.